# یحیی کمالی‌پور
یحیی کمالی پور در سال ۱۳۲۶، در شهر کویری راور در استان کرمان به دنیا آمد. دارای مدرک لیسانس روابط عمومی از دانشگاه ایالتی مینه سوتا، فوق لیسانس رسانه‌های جمعی، رادیو، تلویزیون و فیلم از دانشگاه ویسکانسین و دکترا در رشته ارتباطات از دانشگاه میسوری آمریکا می‌باشد. کمالی پور از سال ۱۹۸۶ (۱۳۶۵) در دانشگاه پوردو در آمریکا دارای کرسی استادی و از سال ۱۹۷۹ رئیس واحد ارتباطات و هنرهای خلاق این دانشگاه است. در حال حاضر رئیس بخش ارتباطات دانشگاه پوردو کلیومت در ایالت ایندیانای ایالات متحده آمریکا است.
.
کمالی پور سردبیر چند مجله در رشته ارتباطات از جمله Global Media Journal است. ایده راه اندازی مجله جهانی رسانه را وی از سال۱۹۹۹ میلادی و قبل از آن‌که مدیر گروه ارتباطات شود در ذهن داشت. در آن سال ایده اش را با مدیر وقت گروه ارتباطات در میان گذاشت اما او چندان علاقه‌ای به این پروژه نشان نداد. اما وقتی که خودش به مدیریت گروه ارتباطات منصوب شد توانست این ایده را عملی کند و در پاییز سال ۲۰۰۲ اولین نسخه مجله جهانی رسانه روی اینترنت قرارگرفت.

## آثار
پروفسور کمالی‌پور راوری با ۱۰ کتاب در رشته ارتباطات و بیش از ۲۵ سال تدریس در دانشگاه‌های آمریکا یکی از دانشمندان شناخته شده ایرانی این رشته در سطح جهان است. از جمله آثار وی می‌توان به موئارد زیر اشاره کرد:
- (مقاله) تکنولوژیهای جدید ارتباطی و تأثیر آنها بر جوامع معاصر: نگرانیها و دورنماها (۱۸ صفحه - از ۷۹ تا ۹۶)

مجلات: علوم انسانی» پژوهشی دانشگاه امام صادق (ع)» تابستان ۱۳۷۶ - شماره ۴»
- (مقاله) تکنولوژیهای جدید ارتباطی و تأثیر آنها بر جوامع معاصر: نگرانیها و دورنماها (۱۸ صفحه - از ۷۹ تا ۹۶)مجله: علوم انسانی» پژوهشی دانشگاه امام صادق (ع)» تابستان ۱۳۷۶ - شماره ۴»
- (سخنرانی) در عصر اطلاعات، دانش قدرت و تکنولوژیهای اطلاعاتی حربه‌های قدرت است/ سخنرانی/ (۴ صفحه - از ۱۶ تا ۱۹)

مجلات: اطلاع‌رسانی و کتابداری» روابط عمومی» شهریور ۱۳۷۶ - شماره ۴»
- (مصاحبه) مصاحبه و میزگرد: گفتگو با پروفسور یحیی کمالی پور راوری استاد ایرانی علوم ارتباطات در دانشگاه پوردو - آمریکا: روزنامه‌نگاری در زمانه دیجیتال (۸ صفحه - از ۲ تا ۹)

مجله: اطلاع‌رسانی و کتابداری» رسانه» تابستان ۱۳۸۰ - شماره ۴۶»
مصاحبه کننده:شکرخواه، یونس